# Rodelinda, a longobárdok királynője
Rodelinda, a longobárdok királynője egy opera seria, három felvonásban, Georg Friedrich Händel által komponált mű. A librettó Nicola Francesco Haym munkája, egy korábbi, Antonio Salvi által elkészített librettón alapszik. Salvi szövegkönyve egy 7-ik századi longobárd király, Perctarit történetén alapszik.

## Az előadások története
Rodelinda, a longobárdok királynője először a King's Theatre-ben volt előadva, Londonban, 1725. február 13-án. 14-szer adták elő; majd megismételték 1725. december 18-án, valamint 1730. május 4-én, az opera újjáéledése mindkétszer változtatásokkal járt. 1735-ben és 1736-ban Hamburgban ismét előadták, az előadás szerény sikernek örvendett. Az első modern előadás Göttingenben volt 1920. június 26-án. 1931-ben az opera elérte az Amerikai Egyesült Államok színpadait, valamint 1939-ben Londonban ismét előadták.

## Szereplők
| Szerep                                            | Hangstílus | Szereplő (a premier előadáson, 1725-ben) |  |
| ------------------------------------------------- | ---------- | ---------------------------------------- |  |
| Rodelinda, a longobárdok királynője               | szoprán    | Francesca Cuzzoni                        |  |
| Bertarido, Lombardia bitorolt királya             | kasztrált  | Francesco Bernardi                       |  |
| Grimoaldo, Bertarido bitorlója, Benevento hercege | tenor      | Francesco Borosini                       |  |
| Eduige, Bertarido testvére, Grimoaldo jegyese     | alt        | Anna Vincenza Dotti                      |  |
| Unulfo, Bertarido barátja és tanácsadója          | kasztrált  | Andrea Pacini                            |  |
| Garibaldo, Grimoaldo tanácsadója, Turin hercege   | basszus    | Giuseppe Maria Boschi                    |  |
| Flavio, Rodelinda fia                             | néma       |                                          |  |

## A történet

### Prológus
Grimoaldo legyőzte csatában Bertaridot, majd elűzte trónjáról is. Bertarido elmenekült, így mindenki halottnak gondolta őt, de barátjától, Unulfotól megüzente, hogy él és a palota közelében bujkál. Grimoaldo eljegyezte Beratrido testvérét, Eduiget, és bár a nő szereti őt, és eleinte viszonozza az érzelmeit is, az esküvőt mégis halogatja. Rodelinda és fia, Flavio a palotában vannak fogvatartva Grimoaldo által, aki időközben beleszeret a longobárdok királynőjébe.

### Első felvonás
Rodelinda egyedül gyászolja férje halálát, amikor megjelenik Grimoaldo és házassági ajánlatot tesz neki; felajánlja neki a trónt, majd bevallja szerelmét. A nő dühösen visszautasítja őt (Ária: "L'empio rigor del fato"). Eduige Grimoaldot árulónak nevezi, viszont a férfi elmondja, hogy ő csupán az igazság miatt lett áruló, hiszen Eduige már annyiszor elhalasztotta az esküvőt, ezért ő Garibaldo tanácsára most elutasítja őt. Miután Grimoaldo elmegy, Garibaldo, aki korábban szerelmet vallott Eduigenek, felajánlja a nőnek, hogy elviszi hozzá Grimoaldo fejét. Eduige elutasítja az ajánlatot, de megesküszik arra, hogy megbosszulja Rodelindat. Garibaldo egyedül részletezi a tervét, miszerint felhasználja Eduiget arra, hogy megszerezze a trónt (Ária: "Di cupido impiego i vanni").
Ezalatt Bertarido a saját emlékműve feliratát olvassa. Unulfoval együtt nézik a rejtekhelyéről, ahogy Rodelinda és Flavio virágot tesznek az emlékműre. Garibaldo megjelenik és Rodelindának ultimátumot ad: vagy feleségül megy Grimoaldohoz, vagy Flavio meg lesz ölve. Rodelinda belemegy a házasságba, viszont megfenyegeti Garibaldot. Grimoaldo megnyugtatja barátját, hogy az ő védelme alatt semmitől sem kell féljen. Ezalatt Unulfo próbálja megvigasztalni Bertaridot, de nem jár túl sok sikerrel.

### Második felvonás
Garibaldo annak érdekében, hogy terve sikerrel járjon, elmondja Eduigenek, hogy úgy tűnik, hogy elvesztette az esélyt, hogy királynő lehessen, majd arra biztatja, hogy álljon bosszút Grimoaldon. A nő Rodelindán vezeti le a keserűségét; hirtelen meghozott döntése miatt korholja, miszerint elárulta férje emlékét azzal, hogy hozzámegy ahhoz, aki Bertaridot letaszította a trónról. Eduige ismét bosszút esküszik Grimoaldo ellen, habár még mindig szereti őt. Grimoaldo megjelenik, és megkérdezi Rodelindát, hogy igaz-e, hogy feleségül megy hozzá. A nő biztosítja róla, hogy igaz, de csupán egy feltétellel: Grimoaldo muszáj előbb megölje Flaviot a szeme láttára. A férfi megrémül és elutasítja a feltételt. Miután Rodelinda távozik, Garibaldo arra biztatja barátját, hogy ölje meg Flaviot, majd vegye el Rodelindát feleségül, de Grimoaldo ismét elutasítja a gyilkosságot. Unulfo kérdőre vonja Garibaldot: hogyan adhat egy királynak ilyen tanácsot? Eközben Bertarido álruhában már megközelítette a palotát, ahol Eduige felismeri. A nő úgy dönt, hogy elmondja Rodelindának, hogy a férje életben van. Rodelinda és Bertarido titokban találkoznak, ekkor felfedezi őket Grimoaldo, aki nem ismeri fel a legyőzött királyt. Grimoaldo megesküszik, hogy megöli a férfit akár Rodelinda férje az, akár a szeretője. Mielőtt ismét elválnának a házastársak, egy utolsó búcsút mondanak egymásnak (Duett: "Io t'abbraccio").

### Harmadik felvonás
Unulfo és Eduige tervet készítenek, amivel kiszabadíthatják Bertaridot a börtönből, ezért fegyvert csempésznek be hozzá. Ezalatt Grimoaldo egy lelki válságon megy át a közeledő kivégzés miatt. Unulfo, akinek lehetősége van bemenni a börtönbe, kiszabadítja Bertaridot. A sötétben Bertarido nem ismeri fel barátját, így tévedésből megsebzi őt a karddal. Unulfo nem foglalkozik a sebbel, csak a szabadulásra koncentrál. Amikor Eduige és Rodelinda látogatóba megy a börtönbe, aggódni kezdenek, mivel üresen találják a cellát, a föld pedig véres. Grimoaldo még mindig válságban van, a kertbe menekül, azt remélvén, hogy ott talál egy békés helyet, ahol álomba merülhet, de ő mint király nem találhat békét sehol (Ária: "Pastorello d'un povero armento"). Végre elalszik, amikor Garibaldo rátalál, és úgy dönt, hogy kihasználja a helyzetet. Azon van, hogy megölje Grimoaldot a kardjával, amikor megjelenik Bertarido és megöli Garibaldot. Grimoaldo szívesen feladja terveit a trón megszerzésével kapcsolatban, és Eduigéhez fordul, mondván, hogy házasodjanak össze és uralják együtt a hercegséget.